# Dulce del Moral
Dulce del Moral Cabezas (Luque (Córdoba), 3 de mayo de 1913 - Sevilla, 24 de dicienbre de 1996) fue una política, sindicalista y feminista socialista española del siglo XX.

## Biografía
La mayor de los cinco hijos del matrimonio Francisco del Moral y Manuela Cabezas González, Dulce del Moral Cabezas nació en la localidad de Luque, provincia de Córdoba, donde su padre era jefe de estación, y pasó su infancia en contacto con los trabajadores ferroviarios en los distintos destinos de su padre en la Compañía de los Ferrocarriles Andaluces. Como reconoció años más tarde, “el núcleo de mi conciencia política y sindical se despertó en los ferrocarriles andaluces donde trabajaba mi padre. Con los fogoneros y los maquinistas me sentía libre. No me gustaba jugar con muñecas y entre el carbón de las máquinas me sentía feliz. […] Aprendí el lenguaje de los trabajadores, comprendí sus problemas, su explotación y sus aspiraciones”.
A los 18 años, durante la enfermedad de su padre y con la complicidad de los trabajadores ferroviarios, Dulce del Moral sustituyó a su progenitor en sus funciones de jefe de estación de Castellar de la Frontera, para evitar la pérdida de salario que supondría darse de baja por enfermedad.
Fallecido Francisco del Moral, en 1932 la familia se traslada a Sevilla, donde Dulce empezaría a trabajar de costurera. Su conciencia de clase le llevó a contactar con la izquierda sindical y política de la ciudad, participando desde ese mismo año en las Unión de Juventudes Comunistas de España.
En Sevilla conoció a Ventura Castelló Hernández, un aparejador que trabajaba en esas fechas como vendedor de una editorial y estaba afiliado al Partido Comunista de España, y en 20 días se fueron a vivir juntos, con gran escándalo de su círculo familiar y social. Castelló y del Moral convivieron toda la vida sin contraer matrimonio.
En 1934, Dulce del Moral dejó las Juventudes Comunistas para ingresar en las Juventudes Socialistas de España, y más tarde en el Partido Socialista Obrero Español y en el Sindicato de la Aguja de Unión General de Trabajadores, militancia que no abandonó hasta el final de sus días.
En el sindicato socialista, Dulce del Moral participó en la Comisión Agraria, situándose junto a los partidarios de Largo Caballero, aunque llegó a reconocer más tarde que “sigo siendo caballerista, pero creo que fuimos muy injustos con Prieto […] Yo no he tenido la oportunidad de pedirle perdón a Prieto, pero se lo pido de todo corazón”.
Tras el golpe de Estado del 18 de julio de 1936, Dulce del Moral fue encarcelada, sufriendo las grandes penalidades reservadas por Gonzalo Queipo de Llano para los militantes de izquierda y republicanos, mientras Ventura Castelló permaneció oculto en un escondite en el tejado de la casa de sus padres.
En prisión, Dulce terminó por enfermar de tuberculosis, aunque tuvo la suerte de no ser violada como la mayoría de sus compañeras, achacándolo ella a su falta de belleza física: “Yo he sido siempre bastante feílla, yo estaba tan contenta de ser fea, tú no te lo puedes imaginar. Porque yo decía: bueno, a uno tío de estos se le antojó yo, y me tienen que matar”.
En mayo de 1939, y tras haber permanecido escondido en la sierra de Aznalcóllar, Ventura Castelló fue detenido intentando abandonar la península en un vapor en la costa de Cádiz. Por su parte, Dulce del Moral salió de la prisión en agosto de 1939, y tuvo que guardar cama para recuperarse de la grave enfermedad que padecía.
Durante la posguerra, y junto a Ventura Castelló tras ser puesto en libertad, participó en la creación de redes de solidaridad para el cuidado de los presos, muchos de ellos sin familias que les pudiera proveer de alimento, ropa, etc, así como en los distintos intentos de reorganizar el PSOE y la UGT en Sevilla, lo que le llevó a la cárcel de nuevo en los años 1941 y 1944.
A lo largo de los años 40, 50 y 60, mantuvo el contacto de los socialistas sevillanos con la dirección en Toulouse mediante la realización de varios viajes, sirviendo su casa de Sevilla, y más tarde la finca que compró la pareja en la sierra de Huelva, de lugar de encuentro de los socialistas históricos de la ciudad con las nuevas generaciones, entre los que se incluían Felipe González y Alfonso Guerra.
En los años 70, la ruptura del PSOE entre históricos y renovadores y la participación del Dulce del Moral y Ventura Castelló en el partido llamado PSOE Histórico, provocó la expulsión de ambos de la UGT. Como dirigente de dicho partido fue candidata a Cortes en 1977 por la Alianza Socialista Democrática. En 1981 se produce la reunificación de los socialistas históricos y renovadores, plasmándose en un mitin del PSOE en el que Felipe González llamó a Dulce del Moral públicamente para que saliera, y con un abrazo escenificaron el fin a los años de desencuentro en el seno del PSOE sevillano.
A partir de ese momento, Dulce de Moral retomó activamente su militancia sindical en la UGT, así como la lucha feminista, promoviendo la primera casa de acogida de Sevilla, situada en el barrio de Los Remedios, para mujeres maltratadas por sus maridos, y varias iniciativas laborales para mujeres mediante cooperativas.
Dulce del Moral falleció el 24 de diciembre de 1996.